# Unione dei comuni della Romagna forlivese
L'Unione della Romagna forlivese è un ente locale autonomo, che aggrega i quattordici comuni di Bertinoro, Castrocaro Terme e Terra del Sole, Civitella di Romagna, Dovadola, Forlimpopoli, Galeata, Meldola, Modigliana, Portico e San Benedetto, Predappio, Premilcuore, Rocca San Casciano, Tredozio, Santa Sofia. Ha una popolazione di 67.276 abitanti e si estende su una superficie di 1033,8 km².
La sede dell'Unione si trova nel Comune di Predappio; il presidente è il sindaco di Dovadola, Francesco Tassinari (dal 2021). Lo stemma dell'Unione è composto da una stilizzazione della "tovaglia romagnola", ed in particolare di un elemento particolare, il "Vaso con tre margherite", rinvenibile nelle tradizionali stampe a ruggine.
L'Unione è stata costituita nel 2014 in subentro all'Unione Montana Acquacheta Romagna Toscana ed alla Comunità Montana dell’Appennino Forlivese, con l'aggiunta ulteriore dei comuni di Bertinoro, Castrocaro Terme e Terra del Sole, Forlì, Forlimpopoli. Il Comune di Forlì ha fatto parte dell'Unione dal 2014 al 2021; dal 1º gennaio 2022 non è più parte della stessa a seguito di apposita procedura di recesso.
L'Unione della Romagna forlivese si occupa dell'amministrazione pubblica, come ad esempio servizi come Alert Sistem, annunci del dipartimento di Protezione Civile e della Polizia Locale. 

## Principali funzioni
L'unione si è costituita per esercitare varie funzioni comunali in modo più adeguato rispetto a ciò che sarebbe consentito dalla frammentazione dei comuni; tra queste, le principali risultano la Polizia Locale, la Protezione Civile, lo Sportello Unico delle Attività Produttive, i Sistemi Informativi, il sistema di allerta telefonica Alert Sistem.